# Peter Martell
Peter Martell (* 30. September 1938 in Bozen; † 1. Februar 2010 in Bozen; auch: Pietro Martellanza, Pietro Martellanz und Peter Martellanz) war ein italienischer Filmschauspieler aus Südtirol.

## Leben
Martell wuchs in Bozen auf, verließ die Stadt mit 17 Jahren, kehrte jedoch immer wieder in seine Heimat zurück. Nach einigen Jahren als Seemann kam Martell Anfang der 1960er Jahre nach Italien, wo er zunächst als Animateur in Diskotheken arbeitete und einen Schönheitswettbewerb gewann.
Seine Arbeit beim Film begann Martell als Stuntman. In den 1960er und 1970er Jahren spielte er viele Rollen in internationalen Filmproduktionen, vor allem in Italo-Western. Er war u. a. auch für die Hauptrolle in Gott vergibt – Django nie!, an der Seite von Bud Spencer, vorgesehen, brach sich jedoch vor Drehbeginn bei einem Streit mit seiner Freundin den Fuß, woraufhin er durch Terence Hill ersetzt wurde, für den sich aus diesem Film eine jahrzehntelange erfolgreiche Zusammenarbeit mit Bud Spencer entwickelte.
Nachdem es in den 1990er Jahren ruhig um Martell geworden war, stand er ab 2001 wieder regelmäßig vor der Kamera.

## Filmografie (Auswahl)
- 1963: Il Comandante – Regie: Paolo Heusch
- 1964: Die Lust und die Gewalt (Il mito) – Regie: Adimaro Sala
- 1964: Crimine a due – Regie: Romano Ferrara
- 1965: Orion-3000 – Raumfahrt des Grauens (Il pianeta errante)
- 1966: Arizona Colt
- 1966: Jonny Madoc (Due once di piombo)
- 1967: Agent 3S3 setzt alles auf eine Karte (Omicidio per appuntamento) – Regie: Mino Guerrini
- 1967: Die Cobra (Il cobra) – Regie: Mario Sequi
- 1967: Come rubare un quintale di diamanti in Russia – Regie: Guido Malatesta
- 1967: Dos cruces en Danger Pass
- 1967: Glut der Sonne (Dove si spara di più)
- 1967: Lola Colt… sie spuckt dem Teufel ins Gesicht (Lola Colt)
- 1967: Ein Schuss zuviel (Dos hombres van a morir)
- 1968: Die Banditen von Mailand (Banditi a Milano)
- 1968: Bleigericht (Dio li crea… io li ammazzo!)
- 1968: Django – den Colt an der Kehle (Chiedi perdono a Dio… non a me)
- 1968: Das Gesetz der Erbarmungslosen (Il lungo giorno del massacro)
- 1968: Seine Winchester pfeift das Lied vom Tod (I lunghi giorni dell'odio)
- 1969: Der blauäugige Bandit (Barbagia (La società del malessere))
- 1969: Kommandounternehmen Radarfalle (Probabilità Zero) – Regie: Maurizio Lucidi
- 1969: Seine Kugeln pfeifen das Todeslied (Il pistolero dell'Ave Maria)
- 1970: Django – Die Nacht der langen Messer (Ciakmull)
- 1970: Dolanies Melodie – Melodie des Todes (Deserto di fuoco)
- 1970: Der Hexentöter von Blackmoor (Il trono di fuoco)
- 1971: Era Sam Wallash… lo chiamavano “Così Sia”
- 1971: Sein Name war Pot – aber sie nannten ihn Halleluja (Il suo nome era Pot… ma… lo chiamavano Allegria)
- 1972: Das Auge des Bösen (Casa d'appuntamento)
- 1972: La morte accarezza a mezzanotte – Regie: Luciano Ercoli
- 1973: Die Stoßburg – Wenn nachts die Keuschheitsgürtel klappern
- 1974: Laß jucken, Kumpel 3. Teil – Maloche, Bier und Bett
- 1974: Liebesgrüße aus der Lederhose 2. Teil: Zwei Kumpel auf der Alm
- 1974: La pazienza ha un limite… noi no!
- 1976: Abrechnung in San Franzisko (Gli esecutori)
- 1976: Safari Express (Safari express)
- 1986: Momo
- 2002: Killer Barbys vs Dracula – Regie: Jesus Franco
- 2004: Tears of Kali
- 2009: Melancholie der Engel